# Nagy Elek (üzletember)
Nagy Elek (Kolozsvár, 1952. október 7. –) építész, üzletember.
2009 óta a Monacói Hercegség tiszteletbeli konzulja Magyarországon. 2018 decembere óta a Budapesti Kereskedelmi- és Iparkamara elnöke. A 100 leggazdagabb magyar 2024-ben megjelent listája szerint 82 milliárd forintos vagyonával, Magyarország 26. leggazdagabb embere.
A 2025-ös Befolyás-barométer szerint ő Magyarország 47. legbefolyásosabb személye.
2014-ben megalapította Erdélyben az Erdélyi Hagyományok/Tradiții Transilvane alapítványt, melynek kulturális célokra odaadományozta Erdély egyik legnagyobb várkastélyát, a gyalui várkastélyt. 2022-ben nővérével együtt megalapította Budapesten a “Méhes György–Nagy Elek irodalmi alapítványt”
Beszél angolul, franciául, németül, románul és olaszul.

## Életpályája
Középiskolai tanulmányait a kolozsvári 11-es számú középiskolában (a rendszerváltoztatást követően Báthory István Elméleti Líceum) végezte el 1971-ben. Osztálytársai között volt többek között Tőkés László, későbbi református püspök.
Egyetemi tanulmányait a Kolozsvári Műszaki Egyetem építész karán kezdte, majd 1974-től a bukaresti Ion Mincu Építőművészeti Egyetemen (Institutul de Arhitectura Ion Mincu) folytatta és fejezte be 1977-ben. Erdélyben, Besztercén kezdett építészként dolgozni. A hetvenes évek második felében az A Hét című hetilapban több építészeti témájú cikke jelent meg. Díszlettervezőként is kipróbálta magát. Sepsiszentgyörgyön édesapja Drágalátos gyermekeim című darabjának díszleteit ő tervezte, és egy részét ő is kivitelezte.
1980-ban Magyarországra települt egy rövid életű falházasság segítségével. Első felesége, jó barátjának a barátnője azzal a felkiáltással vállalta a frigyet, hogy: „Ennyit, úgy érzem, meg kell tennem Erdélyért”. Közel egy évtizedig a KÖZTI-ben építész tervező, ahonnan pár évig Algériába ment dolgozni. Amint lehetőség nyílt, 1989-ben saját céget alapított. 1990-ben a Miniszterelnöki Hivatalban lett kormányfőtanácsos Matolcsy György államtitkárságán. 1993-96 között a Pillér ingatlanalapokat kezelő céget vezette. Ezt követően kizárólag saját cégeit irányítja.
A kilencvenes évek közepén elvégezte a Közgazdasági Egyetem Továbbképző Intézet és a London Business School közös Master of Business Administration kurzusát, ahol másoddiplomát szerzett.
A kilencvenes évek végére a Vegyépszer, a Főtaxi és az Inforg volt a birtokában, 2002-ben a patinás, még Mária Terézia által 1773-ban alapított BÁV is a csoporthoz került. Az elmúlt évtizedekben ingatlanbirodalmát bővítette.
2000-ben nagy port kavart, hogy a Vegyépszer Zrt., bár Magyarország egyik legnagyobb építőipari vállalata, de nem rendelkezett autópálya-építési referenciával, mégis megkapta a Tengizben már bizonyított fővállalkozói képességének köszönhetően az M3-as autópálya tovább építését konzorciumban a Betonút Zrt.-vel, valamint a Ganz-Acél Zrt.-vel. A konzorcium végül 2002-ben, határidőben, jó minőségben átadta az autópályát. A 2002-es kormányváltás után több támadás is érte a Vegyépszert az előző kormány alatt kapott megbízások miatt, de a vizsgálatok semmilyen szabálytalanságot nem tártak fel. A Vegyépszer 2003 októberében közbeszerzési eljárás keretében megnyerte az M7 autópálya továbbépítését 62,29 milliárd forint értékben. Időközben megszavazták az “üvegzseb” programot. Ennek egyik eleme, hogy az 50 milliárd forintot meghaladó közbeszerzéseket a parlament kell jóváhagyja, és mivel az első ilyen tendert a Vegyépszer nyerte, az országgyűlés elé került szavazásra a döntés, ahol szentesítésre került a Vegyépszerrel kötendő szerződés. Ezt követően a Vegyépszer folyamatosan nyert közbeszerzéseket.
A 2008-ban kitört gazdasági világválság következtében az építőipar megrendelésállománya a felére csökkent. A Vegyépszer kiútként megpróbálta a külföldi terjeszkedést. Sikerült is egy 300 millió dolláros megrendelést aláírni Líbiában 2009-ben. Közel tízmilliárd forintot fektettek a projektbe, miközben Magyarországon nagyjából ugyanennyivel finanszírozták az anyacégek a nehézségekkel küzdő Vegyépszert. Ekkor jött az arab tavasz, elsöpörték Kadhafit, és ezzel a Vegyépszer projektjét is. A társaság kénytelen volt csődöt jelenteni. Nagy Elek így emlékszik arra az időszakra: „Akkor nekem ez egy nagyon nagy trauma volt, alig tudtam emberileg feldolgozni. Nagyon nehéz döntéseket kellett meghoznom! Életem talán legnehezebb időszaka volt, mert még ha messze bennünket ért is a legnagyobb – több mint 20 milliárdos – veszteség, akkor is szembesülnünk kellett, hogy a válság okozta helyzetből fakadó csődben jó néhány alvállalkozónk is kisebb vagy nagyobb veszteségeket fog elszenvedni. Sokat küzdöttem azért, hogy a kisvállalkozó partnereinknek sikerüljön legalább 50 százalékot visszafizetni, ugyanis egy felszámolás esetén az átlag megtérülés 1 százalék szokott lenni. A csődegyezséget egyébként a vállalkozók többsége nemcsak összegben, hanem számbelileg is megszavazta, sőt, a bankok többsége is, annak ellenére, hogy – akárcsak a tulajdonos cégek – gyakorlatilag nulla megtérülést kaptak. Mi azzal tudtuk ezt meghálálni, hogy az akkori 44 milliárdos bankgaranciából egy fillért sem hívtak le a csőd utáni években, tehát megérte bennünket támogatni.”
A sikeres csődegyezséget követően Nagy Elek nem folytatta az építőipari tevékenységet. Befektető holdingba szervezte a cégcsoportot, melynek nevét is Lexholding Zrt.-re változtatta.
2025. júniusában belépett az "Egyes számú Digitális Polgári Kör"-be.

## Társadalmi és mecénási tevékenysége
1991-ben többek között Bethlen Istvánnal közösen megalapította a kérész életű Magyar Vállalkozói Kamarát.
1994-ben részt vett a Budapesti Kereskedelmi- és Iparkamara újjáélesztésében, ahol a kilencvenes évek második felében alelnöki pozícióig vitte. 2000-ben, az első nagy autópálya-tender megnyerését követően visszavonult a kamarai tevékenységtől, ahová 2018-ig nem is tért vissza.
2001–2003 között a Pető Intézet – Konduktív Iskoláért Közhasznú Alapítvány elnöke volt.
2009-ben Őfelsége II. Albert monacói herceg ajánlására a Monacói Hercegség tiszteletbeli konzuljának nevezték ki Magyarországon.
2018 decembere óta a Budapesti Kereskedelmi- és Iparkamara elnöke. Tevékenysége alatt a kamara presztízse mérhetően sokat javult. A Covid-járvány idején számtalan előremutató, nagy sajtóvisszhangot kapott javaslatot dolgoztak ki. 2023-ban az exkluzív BKIK Nagyvállalati Klub megalakításával, a mikro- és kisvállalkozások egyre intenzívebb képviselete mellett nyitottak a budapesti nagyvállalatok irányába is.
2014-ben megalapította az Erdélyi Hagyományok  /Tradiții Transilvane alapítványt. Az alapítványnak adományozta kulturális célokra a Kolozsvártól 17 km-re fekvő, a XV. században alapított gyalui Rákóczy–Bánffy-várkastélyt, Erdély egyik legnagyobb várkastélyát, a hozzá tartozó 14 hektáros parkkal együtt, melyet Barcsay Tamástól, a Kanadába elszármazott történelemprofesszortól, Barcsay Ákos erdélyi fejedelem leszármazójától vásárolt. „Az üzletember elmondta: a vétel érzelmi alapú volt, és céljai is érzelmi alapúak, amelyek szorosan összefüggnek származásával, neveltetésével. “Kolozsvári lévén az egyik legfontosabb érték számomra a hagyományőrzés és vele együtt az útmutatás a jövő generációinak. E várkastély keretén belül meg lehet valósítani egy olyan kulturális központot, amely az egész régióra kihat. A várkastély Kolozsvár közelében, Kalotaszeg szívében van, a Mezőség határán, a Mócvidék lábánál. A legjobb lehetőséget kínálja a kultúrák találkozására, egymás megismerésére” – nyilatkozta Nagy Elek. Hozzátette: „a cél megvalósítására a nemrég bejegyzett Traditio Transylvanica alapítvány lesz hivatott”. Az alapítványnak sikerült 2017-ben romániai EU-s támogatást szerezni a felújításhoz, illetve az áremelkedések kompenzálására Magyarországról kiegészítő forráshoz is jutni. A megújult várkastély műszaki átadása 2023 decemberében megtörtént, az ünnepélyes átadó időpontja 2024 május 17. Az alapítvány 2023 elején további EU támogatást nyert el a várkert, illetve a várkertben található római castrum maradványainak a rendbehozatalára. A megújult várkastély várhatóan Erdély egyik legnagyobb kulturális központja lesz az átadást követően.
A Covid-járvány elején, 2020 márciusában a koronavírus-járvány elleni védekezés segítségeként felajánlotta, hogy a tulajdonában levő harkányi háromcsillagos, 105 szobás szállodát szükség szerint karanténkórházzá alakíthatják.
Gyermekkori barátjával, Szőcs Gézával közösen készítették elő édesapja, Méhes György emlékét őrző alapítvány megalapítását. Szőcs 2020-ban bekövetkezett halála miatt barátját nélkülözve folytatta a szervezést. Végül 2022-ben nővérével együtt megalapította a Méhes György – Nagy Elek irodalmi alapítványt. Az alapítvány céljai között szerepelnek az édesapja által fontosnak tartott értékek, mint a Kárpát-medencei, különösen a határon túli magyar kultúra - ezen belül is az irodalom - kiemelt támogatása, a fiatal magyar művészek - kiváltképpen a költők, írók – támogatása, a határon túli magyar kulturális, hagyományőrző, valamint a magyar és más népek békés együttélését elősegítő programok támogatása, valamint nem utolsósorban Méhes György Kossuth-díjas erdélyi magyar író, újságíró életművének gondozása, emlékének megőrzése. A tervek szerinti, az alapítvány több mint egymilliárd forintos vagyonnal való feltöltése folyamatban van. Többek között a már tulajdonában levő, egy, a Magyar Írószövetség székhelyéhez közel fekvő budapesti nagy lakás, a kolozsvári Méhes-ház, a Bulgakov kávéház, a hargitafürdői Kányádi Sándor-nyaraló, valamint Szőcs Géza kolozsvári háza is az alapítványhoz kerül, alkotó-, valamint vendégházként, illetve az irodalmat szolgáló befektetésként.
Mecénási tevékenységének fő fókusza a határokon túlrekedt, kiemelten az erdélyi magyarság megmaradása. Ennek érdekében két, magyar hagyományokat őrző kávéházat működtet Kolozsváron, a Rhédey Kávéház a főtéren, valamint a Bulgakov Irodalmi Kávéház és Kultúrbisztró, röviden Café Bulgakov a hajdani Búza, az első világháborút követő átnevezések után a Virág utcában működött, Hunyady Sándor méltán híres Vöröslámpás házának közvetlen szomszédságában. A Café Bulgakov számtalan kulturális programnak ad helyet minden héten. Az innen származó bevételeket kivétel nélkül támogatásra fordítja. Intézményeket, programokat, személyeket is támogat Erdélyben ezen kívül. A szüleitől örökölt, ma Méhes-háznak nevezett lakásban alakult meg és működött sokáig az Erdélyi Magyar Írók Ligája. Ma is több szervezetnek és alapítványnak nyújt székhelyet, többek között a Méhes Sámuel által 1832-ben alapított napilap, az Erdélyi Híradó nevét viselő irodalmi kiadónak is.
2023 októberében exkluzív interjút adott az Index internetes portálnak, mint BKIK elnök és üzletember a BÁV fennállásának 250. évfordulója apropóján, ahol a magyar gazdaság állapotáról, kicsit távolabbra tekintve a helyünkről a világban, mit hagyunk utódainknak és miért fontos üzleti szempontból is, hogy Magyarországon vannak a gyökereink.
Amikor 2024 április elején kiderült, hogy egy kiskorú magyar származású erdélyi tornászt bántalmaztak súlyosan román társai egy edzőtáborban, rögtön teljes körű szponzorációt ajánlott a bántalmazott erdélyi tornásznak, egyúttal elmondta: „A többségnek a kisebbséget bármi módon és okból történő bántalmazó viselkedése megengedhetetlen, és nem lehet következmények nélkül hagyni. Fiatal koromban engem is értek Erdélyben atrocitások a magyarságom miatt. Ezeket szüleimnek, barátaimnak, az iskolámnak köszönhetően fel tudtam dolgozni, és megerősödtem. A bántalmazott fiatalembernek éreznie kell, hogy van egy közösség, aki mögötte áll, és segíti őt.”
Miután nagy sajtóvisszhangot kapott, hogy 2024 januárban Fradi női kézicsapatát egyik napról a másikra elhagyta a szponzora, a Főtaxi elnökeként a csapat segítségére sietett és szponzorációs szerződést írt alá áprilisban a Ferencváros női kézilabda csapatával, kijelentve: „Én Kolozsváron nőttem fel, ahol a szurkolás egyszerre protestálást is jelentett. Az osztályunkban szinte minden fiú Ferencváros-szurkoló volt. Erdélyben Fradi-drukkernek lenni annyit jelentett, hogy magyarok vagyunk. Ezt igazán az tudja megérteni, aki megélte azokat az éveket. Nem csoda, ha a gyermekeimmel ma is kijárok Fradi-meccsekre, és ha a Fradinak szüksége van támogatásra, akkor rám is számíthatnak”.

## Díjai, elismerései
- Báthory-díj (2007) - a határon túli oktatási intézmények működtetésének elősegítéséért, az esetleges akadályok leküzdését, valamint az oktatás javulását elősegítő tevékenységéért[24]
- Kincses Kolozsvár-díj (2013) - Kolozsvár magyar közösségi életének fellendítésében és a Kolozsvári Magyar Napok megszervezésében, támogatásában vállalt tevékenysége elismeréseként[25]
- A Főváros Gazdaságáért díj, Budapesti Kereskedelmi és Ipari Kamara (2015) - a BÁV Zrt. elnökeként végzett tevékenységéért[26]
- Magyar Művészeti Akadémia Aranyérme (2015) - kivételes vállalatvezetői eredményei mellett az elmúlt évtizedekben folytatott mecénási tevékenységéért, a magyar kulturális és történelmi értékek megőrzésének támogatásáért[27]
- IBSSA (International Bodyguard and Security Services Association) Grand Cross Knight of Security díj (2016) – jelentős nemzetközi tevékenységéért[28]
- Monacói Hercegség Saint Charles rend (2022) - a Monacói Hercegség hírnevének növeléséért, valamint a hercegség iránti elkötelezett munkájáért[29]
- A Magyar Köztársasági Érdemrend középkeresztje a csillaggal polgári tagozat kitüntetés – a magyar gazdasági életben betöltött kiemelkedő szerepe, valamint az erdélyi magyar kultúra és közösség támogatása iránt különösen elhivatott, sokrétű tevékenysége elismeréseként[30]

## Családi háttere
Erdélyi református családban született. Ennek azért is van különös jelentősége a számára, mivel a reformáció megjelenése Erdélyben egybeesik a nemzeti eszme ébredésével. Az önálló erdélyi fejedelemség teljes mértékben a protestantizmusnak, illetőleg az abból kifejlődött állami és társadalmi elveknek, eszméknek a befolyása alatt állott. A nemzeti eszme évszázadokon keresztül része volt a református egyháznak és a hazafiság Trianon után kap különös jelentőséget Erdélyországban.
Édesapja Nagy Elek (írói álnevén Méhes György) Kossuth-díjas író, mese- és drámaíró, újságíró. Édesanyja Márgai Erzsébet irodalomtanárnő.
Ősei között található Méhes György (1746–1809) bölcseleti doktor, református főiskolai tanár és író, az Arithmetica címet viselő első erdélyi matematika-tankönyv írója, Méhes Sámuel (Kolozsvár, 1785. január 30. – Kolozsvár, 1852. március 29.) tanár, nyomda- és laptulajdonos, író, szerkesztő, bölcseleti doktor, református főiskolai tanár, az MTA levelező tagja (1836), az első kolozsvári magyar nyelvű napilap, az Erdélyi Híradó tulajdonos-szerkesztője, illetve Sárkány Ferenc és fia Sárkány Lajos, mindketten a Kolozsvári Református Kollégium professzorai, az utóbbi igazgatója is.
Anyai ágon ősei Bethlen Gábor fejedelemsége alatt kaptak nemesi rangot, valamint a sztrigyszacsali és borbátvizi előnevek viselésének a jogát.
Testvére Sárkány-Nagy Erzsébet (született Nagy Erzsébet) irodalmár.
Öt gyermeke van három házasságból, Zsombor, Levente, Sebestyén, Emese és Elek, valamint három unokája.
Felesége Paulin Renáta közgazdász, humán erőforrás tanácsadó céget irányít.
2012-ben a Szerelmes földrajz című tévésorozat Kolozsvárott – Nagy Elekkel szóló részében vall személyes hangnemben szülővárosáról és szüleiről.
Nyilatkozataiban mindig hangsúlyozza, sikereit alapvetően szüleinek köszönheti, ahogy nevelték és annak a szeretetteli, gondoskodó környezetnek, amelyben felnőtt. Vallja, hogy a kisebbségi lét tanította meg igazán a toleranciára, erősítette meg nemzeti tudatát. A gyalui várkastély május 17-i ünnepélyes megnyitója kapcsán az erdélyi Krónika internetes portálnak adott interjújában beszél azokról az értékekről, amelyeket szüleitől kapott, azokról a nehéz időkről, amin a szülei átmentek az első és második világháborúban, a Romániához tartozó Erdélyben, a kommunizmusban átélt nehézségekről, az írók, benne saját édesapjának is a viszonyát a mindent átszövő Securitatéval és hogyan edződött meg ő maga ezekben az időkben.

## Szabadidős tevékenységei
Fiatalon sokat sakkozott, 17 évesen a román ifjúsági bajnokságon bronzérmet szerzett, 1977-ben Bukarest egyetemi bajnoka. 1981-ben 2163-as Élő-pontszámig jutott.